# Trippa alla moda di Caen
La trippa alla moda di Caen (tripes à la mode de Caen in francese) è un piatto tipico della cucina di Normandia a base di trippa realizzato a partire dai quattro stomaci (rumine, reticolo, omaso e abomaso) del bovino.

## Origine del piatto
Il consumo della trippa in Normandia risale almeno al medioevo, visto che è noto che Guglielmo il Conquistatore le consumasse accompagnate da succo di mele della Neustria. La paternità del piatto è generalmente attribuita a un certo Sidoine Benoît, un monaco vissuto nel XIV secolo nell'Abbazia degli uomini di Caen. Il celebre chef Prosper Montagné, scrittore su argomenti di cucina, fa l'elogio di Benoît nel suo Larousse gastronomique (1938): «A quell'epoca la triste cucina medievale non era stata in grado di modificare in niente la primitiva ricetta della trippa. Fu solamente tre secoli più tardi, nell'antica Cadomun (Caen), che nacque un genio culinario, emulo di Taillevent e precursore di Carême: Benoît, il grande Benoît, che, all'insipidità del piatto, sostituì intelligentemente quello che è l'anima della cucina, un ingrediente, un condimento calcolato e ragionato». L'intuizione di Benoît è infatti di sobollire la trippa non nell'acqua, ma nel sidro, la tipica bevanda normanna, aggiungendo gusto a un piatto estremamente povero e insipido.

## La preparazione
Oltre alla trippa ben lavata (tagliata in grossi quadrati) e al sidro secco, che sono gli ingredienti fondamentali, la ricetta prevede anche l'aggiunta del piedino di bue, carote, porri, cipolla, sedano, aglio, burro, chiodi di garofano, pepe, timo, alloro, prezzemolo, calvados e sale. La realizzazione del piatto è molto semplice, poiché prevede semplicemente la cottura di tutti gli ingredienti a fuoco lento (intorno ai 100 °C evitando di far bollire il liquido) e molto a lungo: dalle dodici alle quindici ore. La cottura deve avvenire in un particolare contenitore di terracotta, la "trippiera" (tripière in francese). In particolare lo spazio tra la pentola ed il coperchio viene otturato con un impasto di acqua e farina detto luto. In tal modo il contenitore diventa una rudimentale pentola a pressione ed impedisce un'eccessiva evaporazione per adattarsi alla cottura estremamente lunga. Anticamente le donne di Caen preparavano tutti gli ingredienti nella loro trippiera e andavano al forno dove la pentola veniva lasciata a cuocere e veniva ritirata il giorno successivo. Il piatto veniva infine irrorato di sidro o calvados, bevande quasi ubique nelle preparazioni culinarie della regione.

## La Confraternita della Trippiera d'Oro
L'uso contemporaneo in questo piatto di frattaglie, sidro e calvados, prodotti simbolo della Normandia, ne ha fatto la bandiera culinaria della regione. Dal 1952 esiste a Caen la «Confraternita della Trippiera d'Oro» (Confrérie de la Tripière d'Or in francese), nata per difendere e promuovere la ricetta della «vera» trippa alla moda di Caen. La confraternita organizza numerose manifestazioni che ogni anno trovano il loro culmine nel "Torneo mondiale della trippa alla moda di Caen", disputato nel parco delle esposizioni della città. Nel 2007 i partecipanti iscritti per disputarsi il premio, l'ambita «trippiera d'oro», furono quasi 150, tutti professionisti del settore (macellai, salumieri e ristoratori).